# Tóth Árpád (zenetanár)
Tóth Árpád (Buda, 1872. május 26. – Budapest, 1932. január 13.) zenetanár.

## Élete
Apja Tóth Márton (1829–1907) magyar államvasúti főmérnök, anyja nemeskéri Kiss Cecília volt. 1872. június 10-én keresztelték a Kálvin téri református templomban. Középiskolai tanulmányainak befejezése után a zenei pályára lépett, és az Országos Magyar Királyi Zeneakadémián a zongora főtanszakon Chován Kálmán és Beliczay Gyula, majd Herzfeld Viktor és Koessler János voltak tanárai. A zenetanári oklevél elnyerése után szotyori Nagy Károly vette magához Debrecenbe az akkor megnyitott zeneiskolájába zongoratanárnak; a következő évben az iskola vezetését is átvette. Majd a debreceni református felsőbb leányiskola és tanítónőképző zenetanárává választották. Innen a miskolci városi zeneiskolához hívták és 1908-tól 1920-ig a Fodor-féle zeneiskolában működött Budapesten. Később a Nemzeti Zenede tanáraként dolgozott. 1913. június 21-én Budapesten házasságot kötött a nála három évvel fiatalabb Knoll Róza Erzsébet székesfővárosi tanítónővel, Knoll Károly és Györgyi Lujza lányával.
Zenepedagógusként nagy hatású módszer kidolgozójaként ismert, jelentős kísérleteket végzett a hallásra épülő zongoratanítással kapcsolatban. Megjelent több tankönyve, zeneelméleti és pedagógiai szakcikkeit zenei témájú folyóiratok publikálták.

## Fontosabb művei
- A zenei hallás fejlesztésének vezérfonala a prima vista éneklésig (Budapest, 1902 németül, uo., 1902)
- Symmetrikus zongora-technika (Budapest, 1902)
- Ujj-gyakorlatok (Debrecen, 1902)
- Szimetrikus zongoratechnika (1909)
- Akkordtan (1910)
- Zongoramethodika (1922)
- Die Funktionslehre im praktischen Unterricht (Neue Musikzeitung, 1926)
- Zenei alapismeretek (Budapest, 1927)